# Àrea d'Escortes
L'Àrea d'Escortes, a Catalunya, és un organisme dels Mossos d'Esquadra encarregat per decret de garantir la seguretat i protegir la integritat física de persones que per la seva funció pública pateixen un risc de ser agredides.
Depèn orgànicament de la mateixa Comissaria General de Recursos Operatius del cos de la policia catalana. Té la seu física al Complex Central Egara. El comandament directe de l'àrea està en mans d'un cap i d'un sotscap, els quals acostumen a ser un inspector i un sotsinspector respectivament. Tot i el secretisme que envolta aquesta àrea dels mossos, es coneixen algunes de les unitats internes que la conformen. Des del 2009 es van instal·lar al «Complex Central» a Sabadell.
Un dels seus antecessors va ser la secció Mozos de Escuadra, creat per la governació civil el 23 d'abril 1952, per protegir les autoritats i edificis de la Diputació de Barcelona, una divisió que el 1977 va tornar dins de les competències de la Generalitat de Catalunya, restablerta durant la Transició. Fins a 1996 va ser un servei especial independent, el 1996 va ser integrat en la Divisió Central de Seguretat Ciutadana. El 2000 comptaven amb un centenar d'agents, un nombre que continua creixent des d'aleshores, per l'extensió contínua de les seves tasques.
El 2015, a l'ocasió del «Dia de les Esquadres», la divisió va ser condecorada per la Generalitat amb una placa commemorativa en reconeixement de la tasca realitzada.